# (8756) Mollissima
(8756) Mollissima (6588 P-L) – planetoida z pasa głównego asteroid okrążająca Słońce w ciągu 5,75 lat w średniej odległości 3,21 au. Odkryta 24 września 1960 roku.